# Cymatophora insularis
Cymatophora insularis är en fjärilsart som beskrevs av W. Warren 1906. Cymatophora insularis ingår i släktet Cymatophora och familjen mätare. Inga underarter finns listade i Catalogue of Life.